# Richard Bartz
Pour les articles homonymes, voir Bartz.
Richard Bartz, né en 1976 à Munich, est un producteur allemand de musique électronique qui a commencé sa carrière en 1993. Il est un des principaux représentants de la scène électronique allemande et a sorti un certain nombre de morceaux considérés comme des classiques de la scène techno et acid techno. Richard Bartz possède son propre label nommé Kurbel.

## Pseudonymes
- Acid Scout
- Ghetto Blaster
- Horn
- Richie